# Isabeau de R.
Isabelle de Richoufftz de Manin (nom de scène Isabeau de R.), née le 25 juin 1961 à Paris 15e, est une humoriste française.

## Biographie

### Origines familiales
Isabelle de Richoufftz de Manin naît le 25 juin 1961 dans le 15e arrondissement de Paris, deuxième enfant d'une fratrie de sept, issue du mariage de Jean-François de Richoufftz de Manin et de Brigitte Rouilly, famille qu'elle qualifie de « bonne vieille famille bien française, aristo, bien stricte, famille nombreuse, ambiance militaire ». Son père travaille dans la finance et sa mère a arrêté ses études de médecine pour se marier.
En 2004, elle épouse Marc de Forsan de Gabriac, dont elle est depuis divorcée.

### Formation
Après un bac scientifique « C » à Rouen où elle a passé son enfance,, Isabelle de Richoufftz de Manin étudie les langues orientales à l'Institut national des langues et civilisations orientales (INALCO). En 1985, elle y obtient un diplôme de chinois et un diplôme de coréen. Parlant six langues, elle se rend ensuite en Asie pour une période de trois mois.
En 1983, elle est co-autrice de l'ouvrage en chinois Vocabulaire pratique pour étudiant, stagiaire et chercheur franco-chinois.

### Carrière professionnelle dans la finance
En 1986, la société Spie Batignolles lui confie le suivi de ses projets en Chine. Elle travaille un an à Bruxelles à la Commission européenne puis la Berliner Handels Frankfurter Bank (BHF-Bank) la débauche pour ouvrir sa filiale à Hongkong,. En 1992, elle est directrice commerciale de la Financière Atlas où elle vend des fonds d'organismes de placement collectif en valeurs mobilières (OPCVM) en France et en Allemagne jusqu'en 1997. Elle crée ensuite un cabinet de conseil en Tchécoslovaquie dont elle apprend la langue puis poursuit une carrière dans le monde de la finance, métier qu'elle abandonne définitivement pour la scène en 2003,.

### Comédienne et humoriste
En 1997, elle décide finalement de faire un stage de café-théâtre pendant ses vacances. En 1999, elle fait de l’improvisation avec Frédérique Lelaure, pendant un an, à raison d'une représentation par mois.
Isabelle de Richoufftz de Manin prend alors le pseudonyme d'« Isabeau de R. »,,.
En février 2002, elle écrit son spectacle Tenue correcte exigée ! Trois mois plus tard, elle donne ce spectacle en public, sans réelle formation théâtrale. Elle est pourtant couronnée au festival off 2005 de Saint Gervais. En 2010, elle promeut la marque Fanta.
Elle participe aussi aux soirées Chéris d’Anne Roumanoff à l’Olympia et Ni putes ni soumises en 2008 et 2009, au côté d'humoristes tels que Chantal Ladesou et Anne Roumanoff.

## Spectacles, théâtre, radio et télévision

### Spectacles
- Tenue correcte exigée ! (2003, 75 min) : textes d’Isabeau de R., mise en scène d’Isabeau de R. et de Nicolas Hirgair, arrangements musicaux de Delenda.
- Tenue correcte toujours exigée ! (2009) : textes d’Isabeau de R., mise en scène d’Isabeau de R. et de Nicolas Hirgair, lumière et son de Dc Mousse.
- Faux Rebonds  (2011) avec Patrick Zard, au Théâtre des Deux Ânes, textes d’Isabeau de R., avec la collaboration d’Hélène Serres, lumière de Virgil Renée.
- À suivre ! (2013) : textes d’Isabeau de R., mise en scène : Hélène Serres.

### Programmes courts
- Victoire chez le Psy et Ophélie, spectacles réalisés par Guillaume Tunzini et produits par Philippe Vaillant Organisation.

### Pièces de théâtre
- Faux Rebonds (2011) avec Patrick Zard, textes d’Isabeau de R., mise en scène d’Isabeau de R. et d’Hélène Serres.

### Chroniques radio
- Double Express (2004), textes d’Isabeau de R. et de Jeff Didelot : 450 chroniques diffusées sur la chaîne de radio France Bleu Paris Région d'août 2004 à juillet 2005[18].

### On n'demande qu'à en rire
Isabeau de R. participe à la saison 4 d'On n'demande qu'à en rire, et a déjà effectué trois passages. Elle a entre autres été repêchée par Arnaud Tsamere — parrain cette semaine là — lors de son premier passage, et obtient avec son aide la note de 75/100 lors de son second passage.

## Pour approfondir